# Malediwy na Letnich Igrzyskach Olimpijskich 2024
Malediwy na Letnich Igrzyskach Olimpijskich 2024 – występ kadry sportowców reprezentujących Malediwy na igrzyskach olimpijskich, które odbyły się w Paryżu we Francji, w dniach 26 lipca – 11 sierpnia 2024.
Reprezentacja Malediwów liczyła pięcioro zawodników - trzy kobiety i dwóch mężczyzn, którzy wystąpili w 4 dyscyplinach.
Był to dziesiąty start Malediwów na letnich igrzyskach olimpijskich.

## Reprezentanci

### Badminton
| Zawodnik                       | Konkurencja | Faza grupowa     | Faza grupowa     | Faza grupowa | 1/8 finału       | Ćwierćfinały     | Półfinały        | Finał            | Finał | Źródło |
| Zawodnik                       | Konkurencja | Przeciwnik Wynik | Przeciwnik Wynik | Poz.         | Przeciwnik Wynik | Przeciwnik Wynik | Przeciwnik Wynik | Przeciwnik Wynik | Poz.  | Źródło |
| ------------------------------ | ----------- | ---------------- | ---------------- | ------------ | ---------------- | ---------------- | ---------------- | ---------------- | ----- | ------ |
| Fathimath Nabaaha Abdul Razzaq | singel (k)  | Sindhu P 0-2     | Kuuba P 0-2      | 3.           | NQ               | NQ               | NQ               | NQ               | 27.   | [ 1 ]  |

### Lekkoatletyka
| Zawodnik      | Konkurencja       | Runda 1 | Runda 1 | Runda 2 | Runda 2 | Półfinał | Półfinał | Finał | Finał   | Źródło |
| Zawodnik      | Konkurencja       | Wynik   | Miejsce | Wynik   | Miejsce | Wynik    | Miejsce  | Wynik | Miejsce | Źródło |
| ------------- | ----------------- | ------- | ------- | ------- | ------- | -------- | -------- | ----- | ------- | ------ |
| Ibadulla Adam | bieg na 100 m (m) | 10.55   | 15.     | NQ      | NQ      | NQ       | NQ       | NQ    | NQ      | [ 2 ]  |

### Pływanie
| Zawodnik            | Konkurencja           | Eliminacje | Eliminacje | Półfinał | Półfinał | Finał | Finał | Źródło |
| Zawodnik            | Konkurencja           | Czas       | Poz.       | Czas     | Poz.     | Czas  | Poz.  | Źródło |
| ------------------- | --------------------- | ---------- | ---------- | -------- | -------- | ----- | ----- | ------ |
| Mohamed Aan Hussain | 50 m st. dowolnym (m) | 24,22      | 50.        | NQ       | NQ       | NQ    | NQ    | [ 3 ]  |
| Aishath Ulya Shaig  | 50 m st. dowolnym (k) | 29,39      | 56.        | NQ       | NQ       | NQ    | NQ    | [ 4 ]  |

### Tenis stołowy
| Zawodnik             | Konkurencja | Eliminacje       | Runda 1          | Runda 2          | Runda 3          | 1/8 finału       | Ćwierćfinały     | Półfinały        | Finał            | Finał   | Źródło |
| Zawodnik             | Konkurencja | Przeciwnik Wynik | Przeciwnik Wynik | Przeciwnik Wynik | Przeciwnik Wynik | Przeciwnik Wynik | Przeciwnik Wynik | Przeciwnik Wynik | Przeciwnik Wynik | Pozycja | Źródło |
| -------------------- | ----------- | ---------------- | ---------------- | ---------------- | ---------------- | ---------------- | ---------------- | ---------------- | ---------------- | ------- | ------ |
| Fathimath Dheema Ali | singel (k)  | Węgrzyn P 0:4    | NQ               | NQ               | NQ               | NQ               | NQ               | NQ               | NQ               | NQ      | [ 5 ]  |